# 郭炳坤
郭炳坤（1914年—1977年），陕西蒲城人，中国人民解放军将领、中国人民解放军少将。
1974年，接替易耀彩，担任北海舰队政治委员。1977年，由康志强接任。1955年，授中国人民解放军少将军衔，授予中国人民解放军少将。